# Gérard Caudron
Gérard Caudron (ur. 27 lutego 1945 w Royaucourt-et-Chailvet) – francuski polityk i samorządowiec, eurodeputowany w latach 1989–2004.

## Życiorys
Jego ojciec pochodził z regionu Thiérache, zaś matka była Polką. Gérard Caudron podjął studia prawnicze w Amiens, następnie licencjackie w zakresie nauk ekonomicznych w Lille. Pracował w administracji skarbowej i jako nauczyciel w szkole średniej w Roubaix.
Zaangażował się w działalność SFIO i następnie Partii Socjalistycznej. W 1976 został radnym miejskim w Villeneuve-d’Ascq, rok później został wybrany na mera. Reelekcję uzyskiwał w 1983, 1989 i 1995. Był również radnym departamentu Nord w latach 1982–1989 (od 1985 jako wiceprzewodniczący).
W wyborach w 1989, 1994 i 1999 z ramienia socjalistów uzyskiwał mandat posła do Parlamentu Europejskiego III, IV i V kadencji. Należał przez lata do grupy socjalistycznej, od 2002 był członkiem Konfederacyjnej Grupy Zjednoczonej Lewicy Europejskiej i Nordyckiej Zielonej Lewicy. Pracował w komisjach gospodarczych, m.in. w Komisji Przemysłu, Handlu Zewnętrznego, Badań Naukowych i Energii. W PE zasiadał do 2004.
W 2001 zrezygnował z ubiegania się o reelekcję w wyborach na urząd burmistrza, pozostając radnym miejskim. W tym samym roku odszedł z Partii Socjalistycznej, powołał później własną organizację pod nazwą Zgromadzenie Obywateli (Rassemblement citoyen). Związał się z tzw. nurtem republikańskiej lewicy. Po odejściu z PE był doradcą prezydenta regionu Nord-Pas-de-Calais ds. europejskich. Prowadził kampanię zachęcającą do głosowania na „nie” w europejskim referendum konstytucyjnym w 2005. W 2008, 2014 i 2020 ponownie wybierany na urząd mera Villeneuve-d’Ascq.